# Peter Podehl
Peter Podehl (* 3. Januar 1922 in Berlin; † 7. Oktober 2010 in Mandela bei Rom) war ein deutscher Schauspieler, Regisseur und Autor.

## Leben
Ab 1929 besuchte der Sohn des Filmkritikers, Produzenten und Dramaturgen Fritz Podehl und der Sängerin und Pädagogin Bertha Grundmann (*1882-†1946) die Rudolf-Steiner-Schule in Berlin, die 1938 vom nationalsozialistischen Regime verboten wurde. Nach dem Abitur 1940 an einer Waldschule in Berlin besuchte er bis 1942 die Schauspielschulen des Deutschen Theaters in Berlin und des Burgtheaters in Wien. Von 1943 bis 1945 war Podehl Soldat.
1946 bis Anfang der 1950er Jahre war er Schauspieler, vornehmlich Komiker am Nationaltheater in Weimar, er arbeitete aber auch als Regisseur und Autor. 1948 wurde sein Zwei-Personen-Stück Kommen und Gehen uraufgeführt, 1949 sein Lustspiel Familientheater. 1948 heiratete er die ebenfalls am Weimarer Nationaltheater engagierte Schauspielerin Charlotte Ulbrich, die in diesen beiden Stücken Hauptrollen spielte. Von 1951 bis 1955 war er für die DEFA tätig, als Schauspieler im Film Corinna Schmidt und als Drehbuchautor bzw. Co-Autor mit Wolfgang Staudte für den Märchenfilm Die Geschichte vom kleinen Muck. Staudte führte in diesem Film Regie, Podehl war außerdem dessen Regieassistent. Die Titelrolle spielte Podehls Stiefsohn Thomas Schmidt.
1955 zog Peter Podehl mit seiner Familie nach München. Im Film Ich denke oft an Piroschka, nach dem Roman von Hugo Hartung, war er Regieassistent von Kurt Hoffmann. Danach baute er seine Laufbahn im Fernsehen als Autor, Regisseur und Produzent auf. Er war Regisseur und bisweilen auch Drehbuchautor in der täglich ausgestrahlten Werbefernsehsendung Zwischen Halb und Acht im Bayerischen Rundfunk. 1957 kaufte der dem Hause befreundete Fotograf Stefan Moses eine 16-Millimeter-Kamera und animierte ihn dazu, kleine Geschichten zu schreiben und zu verfilmen, die im Fernsehen ausgestrahlt wurden. So entstanden im Laufe mehrerer Jahre: Ein Vermögen zu verjubeln, Ferien im Zoo, Rummelplatzmelodie, Eine Stadt zieht den Wintermantel an, Die Triole auf den vier Achteln, Botanische Romanze, Die Kindersymphonie, Die Geschichte eines Bleistifts, Die Müllprinzessin, Ferien auf dem Lande, Märchen in der Müllerstraße (WDR-Produktion, Drehbuch und Regie von Podehl).
Gleichzeitig schrieb er Drehbücher und führte Regie bei den Märchenfilmen Der Wolf und die sieben Geißlein (1957) und Frau Holle (1961) von Schongerfilm. Schongerfilm erhielt vom WDR auch den Auftrag für zwei Buchverfilmungen, bei denen Peter Podehl das Drehbuch schrieb und Regie führte: Ahimeh (nach dem Buch von Eva Rechlin, 1961), wo Thomas Schmidt nochmals die Hauptrolle spielte, und Die Höhlenkinder (nach Alois Th. Sonnleitner, 1961, in 12 Folgen); Peter Podehls Tochter Claudia spielte die Eva. Podehl übertrug die Handlung der Vorlage Die Höhlenkinder auf die Zeit des Zweiten Weltkriegs.
Für den WDR inszenierte Podehl einige Jahre lang unter anderem die Serie Kasper und René mit dem Hohnsteiner Kasper und mit Friedrich Arndt als Puppenspieler und Drehbuchautor. Daraus ging 1966 die Fernsehserie Der Hase Cäsar hervor. Die Drehbücher hierfür schrieb Wolfgang Buresch, Podehl führte die Regie bei den ersten Folgen und übergab die Serie schließlich an seinen Assistenten Armin Maiwald.
Da die Budgets der Nachmittagsprogramme im Fernsehen zu großen Buch- oder Romanverfilmungen nur gelegentlich ausreichten, kam Podehl auf die Idee, eine Sendereihe für Jugendliche zu starten, in der Bücher aus der klassischen Literatur vorgestellt und in einigen ausgewählten Szenen mit Schauspielern gespielt wurden. So entstand zum Teil in eigener, zum Teil in Auftragsproduktion des WDR die Fernsehserie Aus dem Bücherschrank geholt. Peter Podehl war hier auch der Moderator vor der Kamera.
Anfang der 1970er Jahre arbeitete er für den Hörfunk des WDR ebenfalls im Kinderprogramm an den Geschichten auf Bestellung. Die Kinder wünschten sich bestimmte Personen oder Gegenstände, die in einer Geschichte vorkommen sollten, und der jeweils zur Sendung eingeladene Prominente erfand dann diese „Geschichte auf Bestellung“. Geschichtenerfinder waren unter anderem Astrid Lindgren, der damalige Außenminister Walter Scheel, Peter Frankenfeld, Frank Elstner, James Krüss und Robert Lembke.
Später wurde die Idee, Kinder und Jugendliche nach dem Prinzip der „Bücherschränke“ zum Lesen anzuregen, mit der Kinderserie Lemmi und die Schmöker im WDR umgesetzt. In ihr wurde die neue elektronische Tricktechnik ausgiebig und dramaturgisch fundiert für die Kinderprogramme eingesetzt. Zwischen 1973 und 1983 schrieb Peter Podehl die Drehbücher und führte Regie bei insgesamt etwa 50 Sendungen.
Peter Podehl gehörte zum Erfinderteam des „Zini“, jenes gelben Punktes in der Sendereihe Spaß am Montag (später Spaß am Dienstag), die Zeichentrickfilme von Disney und anderen zeigte. Zu allen Folgen schrieb er die Drehbücher der Moderationen und führte auch Regie. Podehl schrieb das Drehbuch und führte die Regie zu seinem letzten Fernsehfilm, dem 1980 ausgestrahlten Dreiteiler Jan, der Junge vom goldenen Stern nach Alexander Keys The forgotten door mit Thekla Carola Wied in einer der Hauptrollen.
1980 rief ihn der NDR nach Hamburg mit dem Auftrag, Drehbücher für eine neue Puppenserie zu schreiben. Aus der Zusammenarbeit mit dem Team entstand die beliebte Sendereihe Hallo Spencer. Er schrieb die Drehbücher für etwa 147 Folgen und führte Regie bei etwa 85 Folgen.
Zum Tod von Friedrich Arndt und von Peter René Körner moderierte er zusammen mit Armin Maiwald die zwei Erinnerungssendungen Seid ihr alle da? – Erinnerungen an der Puppenspieler Friedrich Arndt (1985) und Wir erinnern uns an Peter René Körner (1989).
Peter Podehl lebte bis 2007 in München und zuletzt bei seiner Tochter in den Sabiner Bergen in der Nähe von Rom.

## Filmografie (Auswahl)
- 1943: Wien 1910
- 1951: Corinna Schmidt